# 中腦
中腦（英語：Midbrain）在腦幹的最前方，和視覺、聽覺、運動控制、睡眠、甦醒、警覺、及溫度調控有關。
中腦長約1.5公分，其腹面由橋腦延伸至間腦的乳头体，在兩側明顯的突起稱基腳（basis pedunculi），是由錐體運動系統及皮質橋腦徑的纖維所組成。位於基腳之間的深陷處稱為腳間窩（interpeduncular fossa），在腳間窩的底剖，有很多小血管穿入中腦。因位在腳間窩的底部，又稱為後穿孔質。動眼神經起始於腳間窩的兩側。中腦的側面主要是大腦腳。大腦腳包括一些內部構造如黑質（substantia nigra）和背盖（tegmental）。中腦的背面有四個圓形的隆起：上丘（superior colliculi）和下丘（inferior colliculi）又稱為四疊體（corpora quadrigemina）。下丘是聽覺的轉運站。上丘與眼球的隨意運動及視覺或其它刺激引起的眼球與頭部運動有關。